# Ivan Dornič
Ivan Dornič (ur. 14 kwietnia 1985 w Bratysławie) – słowacki hokeista.
Jego ojciec Ivan (ur. 1962) także był hokeistą, został trenerem hokejowym.

## Kariera
- Slovan Bratysława U18 (2001-2002)
- Slovan Bratysława U20 (2003-2004)
- Slovan Bratysława (2003)
- Portland Winterhawks (2003-2004)
- Slovan Bratysława U20 (2004)
- Slovan Bratysława (2004-2005)
- HK Trnava (2005)
- Slovan Bratysława (2005-2006)
- HK 36 Skalica (2006-2007)
- BK Mladá Boleslav (2007)
- HK Nitra (2007-2008)
- MHC Martin (2008-2010)
- HC 07 Detva (2010)
- Königsborner JEC (2010-2011)
- Rødovre Mighty Bulls (2011)
- Mietałłurg Żłobin (2011-2012)
- AaB Ishockey (2012)
- VEU Feldkirch (2012-2013)
- MsHK Žilina (2013)
- Unia Oświęcim (2013-2014)
- ASC Corona 2010 Braszów (2014)
- White Bears (2015-2016)
- Dubai White Bears (2016-2018)
- Dubai Vipers/WB (2018-2020)

Wychowanek Slovana Bratysława. Początkowo grał w zespołach juniorskich klubu. W drafcie NHL z 2003 został wybrany przez New York Rangers. Wówczas wyjechał do USA i przez rok grał w amerykańskim zespole z Portland w kanadyjskiej juniorskiej lidze WHL w ramach CHL (do tych rozgrywek wybrano go w drafcie z numerem 8). W 2004 powrócił do Europy i od tego czasu występował głównie w zespołach słowackiej ekstraligi, a także białoruskiej ekstraligi, ligi duńskiej o austriackiej. Od grudnia 2013 do stycznia 2014 zawodnik Unii Oświęcim w Polskiej Hokej Lidze.

## Sukcesy
Reprezentacyjne
- Srebrny medal mistrzostw świata juniorów do lat 18: 2003

Klubowe
- Złoty medal mistrzostw Słowacji: 2005 ze Slovanem Bratysława
- Puchar Kontynentalny: 2009 z MHC Martin
- Brązowy medal mistrzostw Słowacji: 2010 z MHC Martin
- Złoty medal mistrzostw Białorusi: 2012 z Mietałłurgiem Żłobin
- Złoty medal mistrzostw Rumunii: 2014 z Coroną 2010 Braszów

Indywidualne
- Superliga duńska 2011/2012: najlepszy zawodnik miesiąca